# Marco Cornaro (patrícius)
Marco Cornaro (Velence, 1406. december – Velence, 1479. augusztus 1.), olaszul: Marco Cornaro, velencei nyelvjárásban: Marco Corner. velencei patricius, Marco Cornaro velencei dózse (ur.: 1365–1368) dédunokája és Cornaro Katalin ciprusi királynő apja.

## Élete

A Cornaro család címere

Apja Giorgio Cornaro (1374–1439), Padova kormányzója és Marco Cornaro velencei dózse unokája, édesanyja Caterina Giustinian. 1444-ben feleségül vette Fiorenza Crispo naxoszi hercegnőt, Nicolò/Niccolò Crispo naxoszi herceg (a Naxoszi Hercegség régense) és Komnénosz Eudokia (Valenza) trapezunti császári hercegnő (IV. Alexiosz trapezunti császár lánya) lányát, aki nyolc gyermeket szült, többek között a későbbi ciprusi királynét és királynőt, Katalint.
Marco Cipruson alapozta meg a karrierjét, amikor 1439–1443 között pénzügyi kölcsönt nyújtott a későbbi veje, II. (Fattyú) Jakab apjának, II. János ciprusi királynak, és ezért jelentős birtokokat szerzett Limassol közelében. 1452-ben ő is tagja volt annak az öttagú delegációnak, amely meglátogatta III. Frigyes német-római császárt császárrá koronázása alkalmából. Ezért a szolgálatáért megkapta a lovagi címet.
1457–1458-ban Marcót és öccsét, Andrea Cornarót (1419–1473) száműzték Velencéből, miután az öccsét megvádolták, hogy Zonta del Pregadi szenátor megválasztását megvásárolták. Marco Cipruson élt, és II. János halála után kezdetben az elhunyt király törvényes lányának, I. Sarolta királynőnek az uralmát támogatta, de aztán II. János természetes fia, a trónbitorló II. Jakab mellé állt, aki megnyerte a ciprusi polgárháborút. Marco 1464-ben visszatért Velencébe, öccse, Andrea pedig II. Jakab tanácsosa lett, és ő hozta tető alá unokahúgának, Katalinnak a házasságát II. Jakabbal, amely 1472 decemberében teljesedett be.
A házasságkötést követően Katalin rögtön teherbe is esett, de egy hónappal a gyermek születése előtt 1473. július 10-én II. Jakab király váratlanul meghalt, amit a királyné rokonai ármánykodásának tartottak. 1473. augusztus 28-án megszületett a várva-várt utód, aki III. Jakab néven foglalta el a trónt, a nevében pedig az anyja, illetve a velencei rokonság uralkodott. 1473 novemberében puccsot hajtottak végre az elűzött I. Sarolta hívei, és 1473. november 13-án Famagustában meggyilkolták a régens királyné nagybátyját, Andreát. A kis király pedig a következő évben, 1474. augusztus 26-án egyéves korában meghalt, így a házassági szerződés értelmében Marco lánya, Katalin foglalta el a ciprusi trónt, azonban uralma csak névleges volt, a valódi hatalmat a Velencei Köztársaság gyakorolta. Marcót a Velencei Köztársaság a Ciprusi Királyságba küldte, hogy lányát a velencei irányvonal követésére intse.
Marco Cornaro 1479. augusztus 1-jén Velencében hunyt el, és a Szent Apostolok templomában (Chiesa dei Santi Apostoli) helyezték örök nyugalomra.
Lányára, Katalinra csak addig volt szükség, amíg a törvényes királynő, Katalin sógornője, Sarolta élt. Halála után másfél évvel Velence közvetlen uralmat valósított meg a szigeten, és 1489. február 14-én lemondatták a királynőt, aki visszatért hazájába, Asolo úrnőjeként élte napjait, és irodalommal, valamint művészetekkel töltötte idejét.

## Gyermekei
- Feleségétől, Fiorenza Crispo (1422–1501) naxoszi hercegnőtől, Nicolò/Niccolò Crispo naxoszi herceg és Komnénosz Eudokia (Valenza) trapezunti császári hercegnő (IV. Alexiosz trapezunti császár lánya) lányától, 8 gyermek:
  - Jolán (Violante), férje Marco Dandolo
  - György (Giorgio) (1452–1527), a haza atyja (padre della patria), felesége Morosini Erzsébet, 6 fiú, többek között:
    - Marco Cornaro (1482–1524) bíboros, Famagusta püspöke

  - Katalin (Caterina) (1454–1510) ciprusi királynő I. Katalin néven (ur.: 1474–1489), férje II. (Fattyú) Jakab (1438–1473) ciprusi király, 1 fiú:
    - Lusignan Jakab (Famagusta, 1473. augusztus 28. – Famagusta, 1474. augusztus 26.), apja halála után született, III. Jakab néven a születésétől a haláláig Ciprus királya

  - Kornélia (Cornelia), férje Paolo Vendramino, Andrea Vendramino velencei dózse fia
  - Regina (Erzsébet), férje Paolo Capello
  - Blanka (Bianca), férje Pietro Lando
  - Ágnes (Agnese), férje Nicolo Querini
  - N. (leány), férje N. Querini

## Származása
| Marco | Apa: Giorgio Cornaro      | Apai nagyapa: Andrea Cornaro          | Apai dédapa: Marco Cornaro velencei dózse |
| Marco | Apa: Giorgio Cornaro      | Apai nagyapa: Andrea Cornaro          | Apai dédanya: Giovanna Scrovegni          |
| Marco | Apa: Giorgio Cornaro      | Apai nagyanya: n. a.                  | Apai dédapa: n. a.                        |
| Marco | Apa: Giorgio Cornaro      | Apai nagyanya: n. a.                  | Apai dédanya: n. a.                       |
| Marco | Anya: Caterina Giustinian | Anyai nagyapa: Giustiniano Giustinian | Anyai dédapa: n. a.                       |
| Marco | Anya: Caterina Giustinian | Anyai nagyapa: Giustiniano Giustinian | Anyai dédanya: n. a.                      |
| Marco | Anya: Caterina Giustinian | Anyai nagyanya: n. a.                 | Anyai dédapa: n. a.                       |
| Marco | Anya: Caterina Giustinian | Anyai nagyanya: n. a.                 | Anyai dédanya: n. a.                      |